# Borolia carminata
Borolia carminata là một loài bướm đêm trong họ Noctuidae.